# Andrzej Kasprzyk (dyplomata)
Andrzej Kasprzyk (ur. w Warszawie) – polski dyplomata, chargé d’affaires RP w Zimbabwe (1992–1995), funkcjonariusz Organizacji Bezpieczeństwa i Współpracy w Europie.

## Życiorys
Ukończył studia w zakresie międzynarodowych stosunków gospodarczych w Szkole Głównej Planowania i Statystyki w Warszawie.
W latach 1973–1974 był członkiem Międzynarodowej Komisji Nadzoru i Kontroli w Wietnamie Południowym. W 1975 rozpoczął pracę w Ministerstwie Spraw Zagranicznych. Od 1983 do 1987 był attaché kulturalnym w Ambasadzie w Hawanie. Następnie pracował w biurze prasowym MSZ. W 1989 z ramienia ONZ obserwował wybory w Namibii. W latach 1992–1995 był chargé d’affaires w Zimbabwe, akredytowanym także na Malawi i Zambię. Po powrocie pracował w Komitecie Współpracy Ekonomicznej MSZ. W 1995 objął funkcję Osobistego Przedstawiciela Przewodniczącego OBWE do spraw konfliktu w Górskim Karabachu (Grupy Mińskiej).
Żonaty, ojciec syna i córki.